# Municipio de Summerhill (condado de Crawford)
El municipio de Summerhill (en inglés: Summerhill Township) es un municipio ubicado en el condado de Crawford en el estado estadounidense de Pensilvania. En el año 2000 tenía una población de 1.350 habitantes y una densidad poblacional de 21 personas por km².

## Geografía
El municipio de Summerhill se encuentra ubicado en las coordenadas 41°45′06″N 80°19′59″O / 41.75167, -80.33306.

## Demografía
Según la Oficina del Censo en 2000 los ingresos medios por hogar en la localidad eran de $30,000 y los ingresos medios por familia eran de $35,714. Los hombres tenían unos ingresos medios de $26,141 frente a los $17,465 para las mujeres. La renta per cápita de la localidad era de $13,176. Alrededor del 13,8% de la población estaba por debajo del umbral de pobreza.